# 莱顿大学医学中心解剖学博物馆
莱顿大学医学中心的解剖学博物馆（Anatomisch Museum）是位于荷兰南荷兰省莱顿的关注解剖学的博物馆，供医学和生物医学学习使用。共约800个标本和模型陈列于现代风格设计的博物馆中。
该博物馆馆位于莱顿大学医学中心（LUMC）的教学中心中间，即Building 3, LUMC。其门牌号是Hippocratespad 21。 
该博物馆只能通过电话预约的方式供从事医学或相关专业学习的学生组团参观。